# Thionylbromide
Thionylbromide is een anorganische verbinding van zuurstof, broom en zwavel, met als brutoformule SOBr2. De stof komt voor als een kleurloze vloeistof, die exotherm ontleedt in water:
{\displaystyle {\ce {SOBr2 + H2O -> SO2 + 2HBr}}}

## Synthese
Thionylbromide wordt bereid uit thionylchloride, door behandeling met waterstofbromide. Dit is een klassieke reactie waarbij een sterker zuur (HBr) vervangen wordt door een zwakker zuur (HCl):
{\displaystyle {\ce {SOCl2 + 2HBr -> SOBr2 + 2HCl}}}

## Toepassingen
Thionylbromide wordt veel minder gebruikt dan thionylchloride en bovendien is het ook minder stabiel. Het kan worden aangewend voor de bromering van alfa,bèta-onverzadigde carbonylverbindingen en om alcoholen om te zetten in alkylbromiden.